# Cistogaster dominica
Cistogaster dominica là một loài ruồi trong họ Tachinidae.